# Rudy Vallée
Rudy Vallée (Island Pond, 28 de julho de 1901 - Los Angeles, 3 de julho de 1986) foi um cantor, bandleader e ator norte-americano.

## Biografia
Rudy Vallée foi um dos artistas mais populares dos Estados Unidos dos anos 1920 e 30. Depois de frequentar a Universidade Yale, onde começou a se apresentar com a banda da faculdade os Collegians Yale, tornou-se um músico profissional. Conhecido por sua voz suave, ele rapidamente alcançou a fama, logo tornou-se proprietário de uma casa noturna em Nova York. Atuou como mestre de cerimônias em teatros, e estrelou filmes em Hollywood. Depois de seu primeiro sucesso no cinema com O Amoroso Errante (1929), ele estreou seu programa de variedades, The Rudy Vallee Show de 1929-1943.

## Filmografia
| Filmes    | Filmes                                           | Filmes                        | Filmes                                |
| Ano       | Filme                                            | Personagem                    | Nota(s)                               |
| --------- | ------------------------------------------------ | ----------------------------- | ------------------------------------- |
| 1929      | Glorifying the American Girl                     | Ele mesmo                     |                                       |
| 1931      | Kitty from Kansas City                           | Ele mesmo                     |                                       |
| 1932      | The Musical Doctor                               | Dr. Vallee                    |                                       |
| 1933      | International House                              | Ele mesmo                     |                                       |
| 1934      | George White's Scandals                          | Jimmy Martin                  |                                       |
| 1935      | Sweet Music                                      | Skip Houston                  |                                       |
| 1938      | Gold Diggers in Paris                            | Terry Moore                   | Título alternativo: The Gay Impostors |
| 1939      | Second Fiddle                                    | Roger Maxwell                 |                                       |
| 1941      | Time Out for Rhythm                              | Daniel "Danny" Collins        |                                       |
| 1942      | The Palm Beach Story                             | John D. Hackensacker III      |                                       |
| 1943      | Happy Go Lucky                                   | Alfred Monroe                 |                                       |
| 1945      | Man Alive                                        | Gordon Tolliver               |                                       |
| 1946      | People are funny                                 | Ormsby Jamison                |                                       |
| 1946      | The Fabulous Suzanne                             | Hendrick Courtney, Jr.        |                                       |
| 1947      | The Sin of Harold Diddlebock                     | Lynn Sargent                  | Título alternativo: Mad Wednesday     |
| 1947      | The Bachelor and the Bobby-Soxer                 | Tommy                         | Título alternativo: Bachelor Knight   |
| 1948      | I Remember Mama                                  | Dr. Johnson                   |                                       |
| 1948      | Unfaithfully Yours                               | August Henshler               |                                       |
| 1949      | Mother Is a Freshman                             | John Heaslip                  | Título alternativo: Mother Knows Best |
| 1949      | The Beautiful Blonde from Bashful Bend           | Charles Hingleman             |                                       |
| 1949      | Father was a Fullback                            | Mr. Roger "Jess" Jessup       |                                       |
| 1949      | My Dear Secretary                                | Charles Harris                |                                       |
| 1950      | The Admiral Was a Lady                           | Peter Pedigrew (Jukebox king) |                                       |
| 1954      | Ricochet Romance                                 | Worthington Higgenmacher      |                                       |
| 1955      | Gentlemen Marry Brunettes                        | Ele mesmo                     |                                       |
| 1957      | The Helen Morgan Story                           | Ele mesmo                     |                                       |
| 1967      | How to Succeed in Business Without Really Trying | J.B. Biggley                  |                                       |
| 1968      | Live a Little, Love a Little                     | Louis Penlow                  |                                       |
| 1968      | The Night They Raided Minsky's                   | Narrador                      |                                       |
| 1970      | The Phynx                                        | Ele mesmo                     |                                       |
| 1975      | Sunburst                                         | Proprietário                  | Título alternativo: Slashed Dreams    |
| 1976      | Won Ton Ton, the Dog Who Saved Hollywood         |                               |                                       |
| Televisão |                                                  |                               |                                       |
| Ano       | Título                                           | Personagem                    | Nota(s)                               |
| 1956–1957 | December Bride                                   | Ele mesmo                     | 2 episódios                           |
| 1957      | The Lucy-Desi Comedy Hour                        | Ele mesmo                     | 1 episódio                            |
| 1967      | Batman                                           | Lord Marmaduke Ffogg          | 3 episódios                           |
| 1969      | Petticoat Junction                               | Herbert A. Smith              | 1 episódio                            |
| 1970      | Here's Lucy                                      | Ele mesmo                     | 1 episódio                            |
| 1971      | Night Gallery                                    | Dr. Francis Deeking           | 1 episódio                            |
| 1971–1972 | Alias Smith and Jones                            | Winford Fletcher              | 2 episódios                           |
| 1976      | Ellery Queen                                     | Alvin Winer                   | 1 episódio                            |
| 1979      | CHiPs                                            | Arthur Forbinger              | 1 episódio                            |
| 1984      | Santa Barbara                                    | Elderly Con                   | 1 episódio                            |